# Сыньва
Сыньва — река в России, протекает в Усольском районе Пермского края. Устье реки находится в 846 км от устья Камы, по левому берегу Камского водохранилища. Длина реки составляет 21 км. В 4,4 км от устья принимает справа реку Кедровка.
Река образуется слиянием двух небольших рек Правая Сыньва и Левая Сыньва в 10 км к юго-западу от села Вогулка. Генеральное направление течения — запад. Всё течение проходит по ненаселённому лесному массиву. Притоки — Базаниха, Кедровка (правые); Чёрная (левый). Впадает в боковой залив Камского водохранилища.

## Данные водного реестра
По данным государственного водного реестра России относится к Камскому бассейновому округу, водохозяйственный участок реки — Кама от города Березники до Камского гидроузла, без реки Косьва (от истока до Широковского гидроузла), Чусовая и Сылва, речной подбассейн реки — бассейны притоков Камы до впадения Белой. Речной бассейн реки — Кама.
По данным геоинформационной системы водохозяйственного районирования территории РФ, подготовленной Федеральным агентством водных ресурсов:
- Код водного объекта в государственном водном реестре — 10010100912111100007710
- Код по гидрологической изученности (ГИ) — 111100771
- Код бассейна — 10.01.01.009
- Номер тома по ГИ — 11
- Выпуск по ГИ — 1